# Cavellioropa subantialba
Cavellioropa subantialba är en snäckart som först beskrevs av Suter 1909.  Cavellioropa subantialba ingår i släktet Cavellioropa och familjen Charopidae. Inga underarter finns listade i Catalogue of Life.